# Alysicarpus pubescens
Alysicarpus pubescens là một loài thực vật có hoa trong họ Đậu. Loài này được J.S.Law miêu tả khoa học đầu tiên.